# Rhinella yanachaga
Rhinella yanachaga es una especie de anfibio anuro de la familia Bufonidae.

## Distribución geográfica
Esta especie es endémica de la provincia de Pasco en la región de Pasco en Perú. Habita en el Parque nacional Yanachaga-Chemillén en la vertiente occidental de la cordillera de Yanachaga.

## Descripción
Los machos miden hasta 41,6 mm y las hembras hasta 45,7 mm.

## Etimología
Su nombre de especie le fue dado en referencia al lugar de su descubrimiento, la cordillera de Yanachaga.

## Publicación original
- Lehr, Pramuk, Hedges & Córdova, 2007 : A new species of arboreal Rhinella (Anura: Bufonidae) from Yanachaga-Chemillén National Park in central Peru. Zootaxa, n.º 1662, p. 1-14[5]